# 鯛の浦

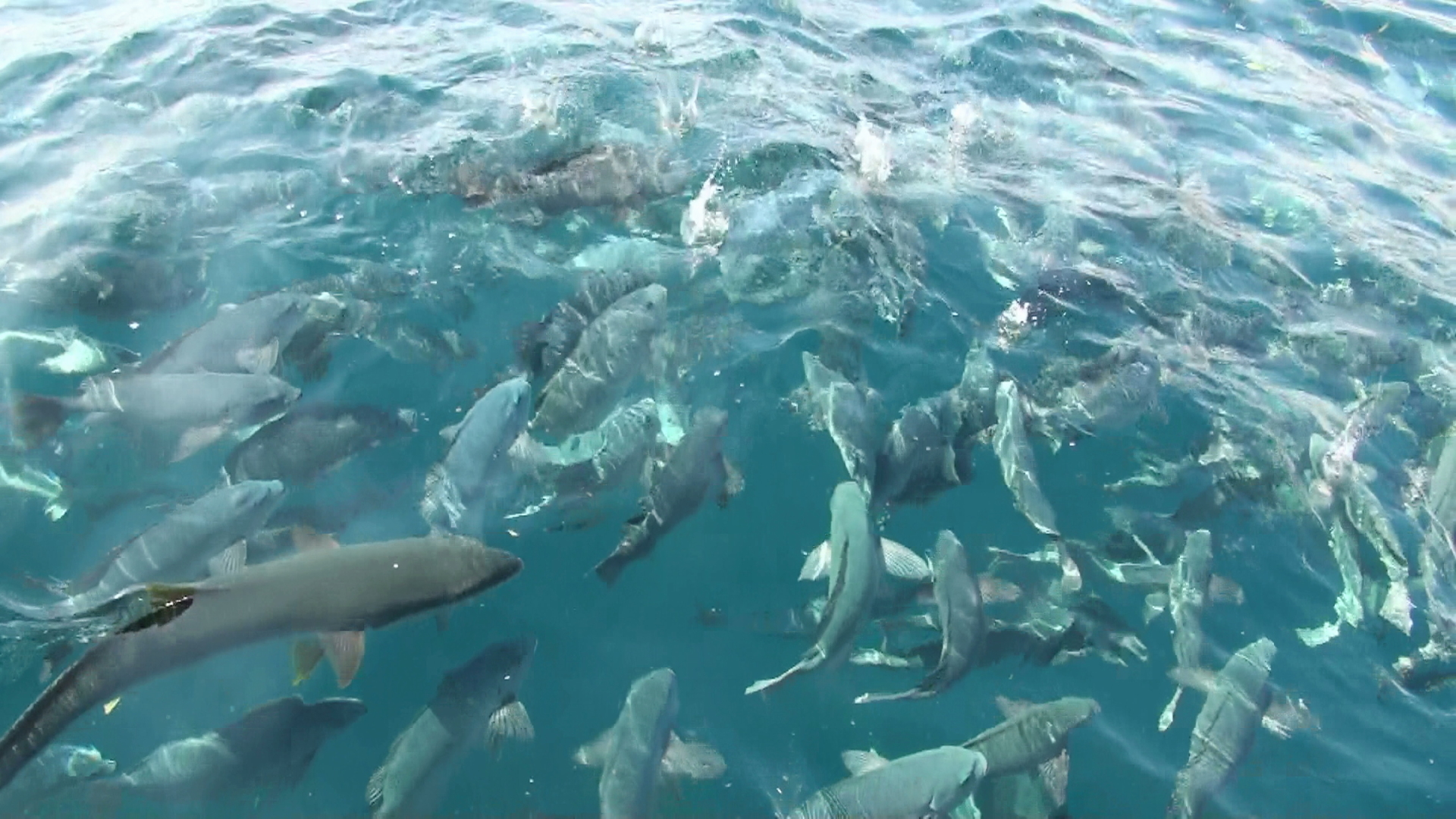
特別天然記念物、鯛の浦タイ生息地。海面に浮上した真鯛の群れ。（2011年10月10日撮影）

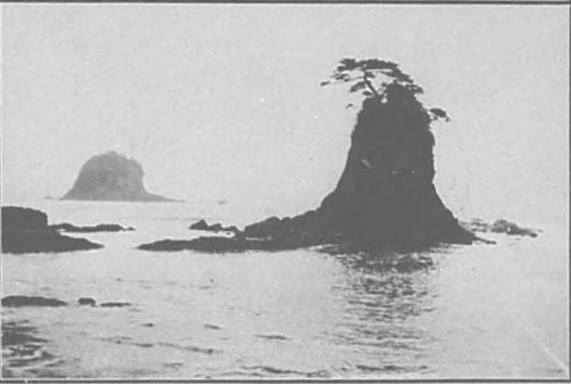
1912（明治45）年頃の妙の浦

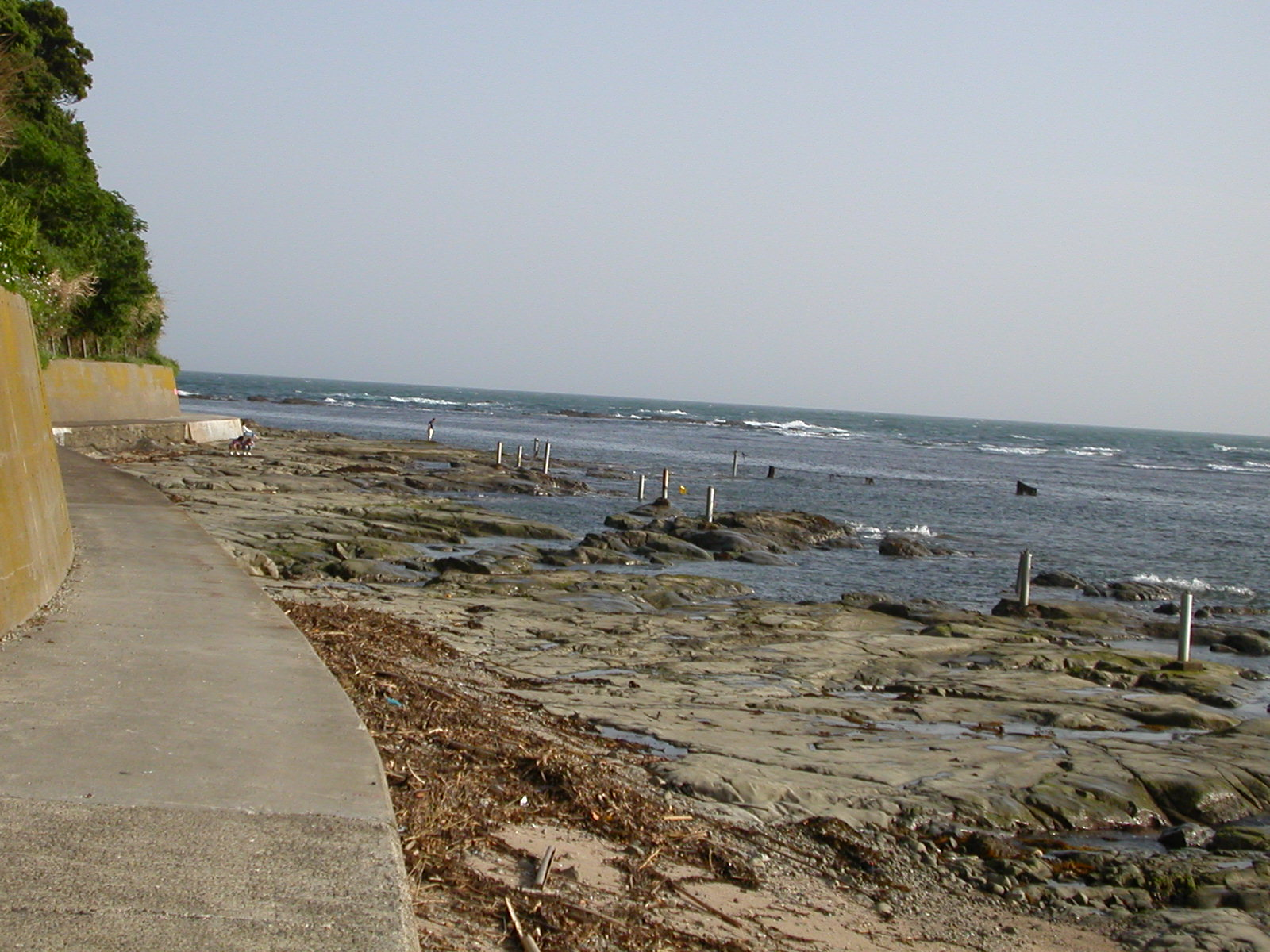
小湊漁港防潮堤から妙の浦方面を望む

鯛の浦（たいのうら）は、千葉県鴨川市の内浦湾から入道が崎にかけての沿岸部の一部海域。タイの群生地として知られる。地名は妙の浦。

## 概要
「鯛の浦」は、マダイが群泳することで知られ、鯛の浦タイ生息地の名称で、国の特別天然記念物に指定されている。天然記念物指定地域は、 200ヘクタールの海域と陸地で、海域内では釣り等の遊漁が禁止されている。
本来、マダイは比較的深い層を回遊する魚であり、鯛の浦のような水深の浅い海域（水深10-20 m）に「根つき」になることはない。古来より名物とされ、手漕ぎの和船でタイ見物をさせていた。この現象は昭和に入ってから広く知られるようになり、タイの群れる様子を見せる動力式の観光遊覧船の運航が1952年より行われる。船べりを叩く音に反応して鯛の群れが海面に来て、与えられた餌をとらえる様子が、21世紀の現代でも見られる。群れの大部分がマダイで、他にクロダイ、イスズミ、メジナなどが混ざる。鯛の浦でマダイが群れる原因は2012年現在、科学的に完全には解明されていない。

## 歴史
- 1922年（大正11年）3月8日 - 天然記念物指定[7]
- 1967年（昭和42年）12月27日 - 特別天然記念物指定[7]
- 1989年（平成元年）11月2日 - 鯛の浦を裏面デザインとした、寄附金付お年玉付郵便はがき地方版（千葉版）が発売される[8]
- 2008年（平成20年）-2010年（平成22年） - 遊歩道整備工事

※日蓮宗による歴史年表も存在する。

### 伝説
小湊は日蓮宗の開祖日蓮の生誕地であり、日蓮が誕生した際、この場所には鯛が飛び跳ね、ハスの花が咲き乱れた言い伝えから地元民はこの海域を「鯛の浦」と名付けて漁を禁じたことに由来するとされる。また、日蓮が両親の供養に小舟で訪れた際、海に題目を唱えると、海面に題目の文字が現れ、次いで現れた鯛の群れが題目を食べつくしたと伝承される。

### 地名と地震
元禄地震（1703年）の際に、小湊海岸は陥没して当時の誕生寺前庭は海中に入り、現在の鯛の浦が現出したとある。この地は、明応地震や元禄地震の地震と津波によって激しく変化をとげたため、日蓮宗門の僧が、妙法蓮華経の五字を使い、「妙の浦」、「法が台」、「蓮華が淵」、「経巻掘」と名付けたと伝わる。

### 鯛供養
地元では、毎年1月に『鯛供養』が行われる。「鯛供養」とは網にかかったタイを供養するもの。両親閣妙蓮寺の「小湊妙の浦弁天祭」ともいわれるもので、タイのいる洋上に舟で出て、「南無妙法蓮華経」の題目（日蓮宗の読経）をささげるというもの。
また、ここの鯛は日蓮の化身とされ、地元では同海域の鯛を食せず、タイがエビ網などの網にかかっても生きていれば放流し、死んだ場合は漁協の冷凍庫で保存し、一定数になると誕生寺境内のタイ塚に埋葬する。昭和時代には「鯛のお葬式」も行われた。

## 文化財
- 鯛の浦タイ生息地 - 特別天然記念物。1922年（大正11年）3月8日、天然記念物に指定、1967年（昭和42年）12月27日追加指定により特別天然記念物[7][18]

## 周辺情報
- 千葉大学海洋バイオシステム研究センターこみなと水族館
- 千葉県指定天然記念物「明神ノ鯛」